# Estrées (Aisne)
Estrées és un municipi francès del departament de l'Aisne, als Alts de França.
Forma part de la Communauté de communes du Pays du Vermandois.

## Demografia
- 1962: 524 habitants.
- 1975: 401 habitants.
- 1990: 434 habitants.
- 1999: 446 habitants.
- 2007: 410 habitants.
- 2008: 407 habitants.[1]